# 津和野藩

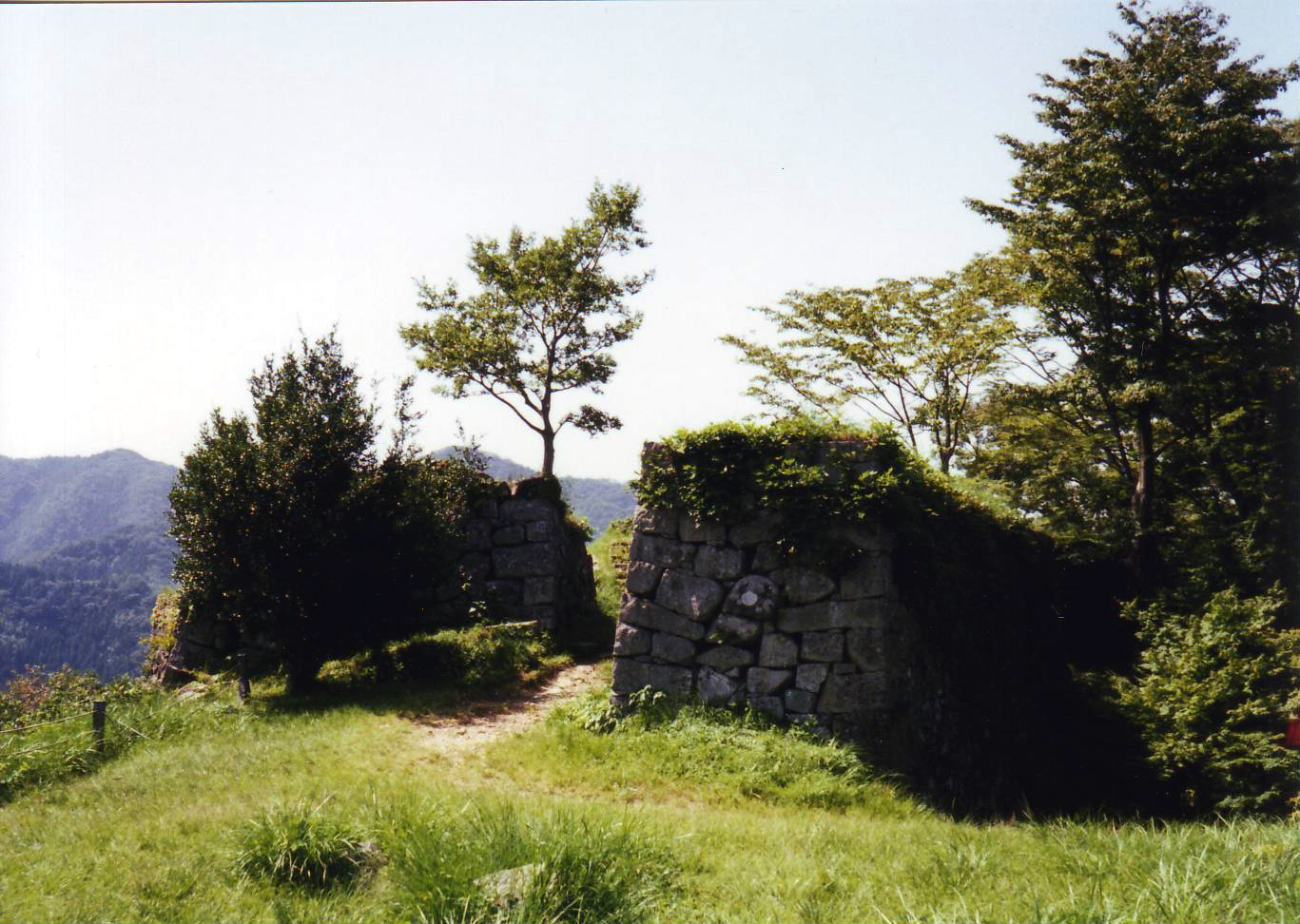
津和野城

津和野藩（つわのはん）は、江戸時代に石見国津和野（島根県鹿足郡津和野町）周辺を治めていた藩。藩庁は津和野城に置かれた。

## 藩史
戦国時代、津和野は大内氏、毛利氏に仕えていた豪族の吉見氏が支配していた。そのため、関ヶ原の戦いまでは毛利領であった。

### 坂崎家
慶長5年（1600年）10月15日の関ヶ原の戦いでは、宇喜多秀家の従兄弟坂崎直盛（宇喜多詮家）が秀家と不仲であったことから東軍につき、戦功により3万石にて立藩する。直盛は城下町建設、検地、城郭の大改修を行なって藩政の基礎を固めた名君であった。元和元年（1615年）、直盛は大坂の陣で千姫救出に活躍し、元和2年（1616年）7月20日に1万石の加増を受けた。しかし9月11日、千姫事件の余波により、直盛は家臣により殺害され（自害したとも言われる）たため、坂崎氏は断絶した（末裔に中村家などがある）。

### 亀井家
代わって元和3年（1617年）7月20日、因幡鹿野藩より亀井政矩が4万3000石で入封する。以来、亀井家が明治時代まで藩主をつとめた。初代藩主政矩は幕府の信任が厚く、一時は姫路藩移封の話もあったが、元和5年（1619年）に急死したため幻に終わった。第2代藩主茲政は幼少で後を継いだため、お家騒動（津和野騒動）が起こったが、重臣の多胡真清による主導のもとで内紛を治め、藩政の確立に尽力した。
江戸への参勤交代には大坂まで海路を採ったため、元和6年（1620年）以後広島藩から土地を借りて安芸国廿日市の桜尾城西側に津和野藩御船屋敷（廿日市蔵屋敷）を設けた。幕府天文方の津和野藩士堀田仁助は御船屋敷で生まれ、東蝦夷地の測量を行って伊能忠敬の先駆となった。
江戸中期には紙を専売とし、家老・多胡氏を中心に新田開発を行うなど、藩の財政は潤った。しかし、後期になると災害と凶作が続き、財政は悪化した。そのような中、第8代藩主矩賢は藩校・養老館を創立した。なお、養老館は現存している。
最後の第11代藩主茲監は藩政改革を実行し、有能な人材を登用した。また神道を信奉し、国学の発展に力を注いだ。長州藩の隣藩であったが、幕末の長州征伐に対しては中立を維持した。藩士の中には尊王攘夷運動に身を投じる者も多く、明治維新後には藩主の茲監、藩士福羽美静・大国隆正ら多数の人材を新政府に輩出した。
明治になる直前の1867年（慶応3年）に江戸幕府に捕らえられた長崎浦上の隠れキリシタン158名が、直後の江戸幕府崩壊後、明治初期に禁教政策を引き継いだ新政府により各地に流罪にされ、その流刑先の一つが津和野であった（浦上四番崩れ事件）。明治4年（1871年）7月に詔勅された廃藩置県に先立って、茲監は廃藩建議書を提出し、同時に藩知事を辞職した。その後、浜田県への合併を経て島根県に編入された。

## 歴代藩主

### 坂崎家
外様 3万石→4万石 （1600年 - 1616年）
1. 直盛

### 亀井家
外様 4万3千石 （1618年 - 1871年）
1. 政矩
2. 茲政
3. 茲親
4. 茲満
5. 茲延
6. 茲胤
7. 矩貞
8. 矩賢
9. 茲尚
10. 茲方
11. 茲監

## 亀井家時代の重臣
- 第一家老
  - 多胡氏 （200石ー300石ー500石）
- 第二家老
  - 大岡氏
- 重臣
  - 松井氏

## 幕末の領地
- 石見国
  - 邑智郡のうち - 2村
  - 那賀郡のうち - 26村
  - 美濃郡のうち - 46村
  - 鹿足郡のうち - 56村

## 津和野藩出身の主な人物
- 亀井茲常 - 亀井久興の祖父、神祇行政・東宮侍従。伯爵。
- 亀井茲建 - 東北開発総裁、亀井久興の父。伯爵。
- 岡熊臣 - 幕末維新期の国学者
- 大国隆正 - 幕末維新期の国学者
- 福羽美静 - 幕末維新期の国学者。子爵。
- 西周 - 幕末維新期の西洋法学者・思想家。男爵。
- 森鷗外 - 明治時代の文豪・軍医。
- 高岡直吉 - 明治期の県知事・政治家。
- 高岡熊雄 - 北海道帝国大学総長。
- 山辺丈夫（文夫） - 明治時代の実業家（紡績業）。
- 小藤文次郎 - 地質学の父。

## 関連人物
- 亀井久興 - 衆議院議員、藩主亀井家直系の子孫（茲監の玄孫）
- 亀井亜紀子 (政治家) - 参議院議員、衆議院議員。亀井久興の娘
- 亀井節夫 - 高崎亀井家に由来のある古生物学者、曾祖母と祖母が西周と昵懇。